# Indian Adoption Project
Das Indian Adoption Project, war ein Projekt, bei dem zwischen 1958 und 1967 knapp 400 indianische Kinder in den USA zwangsweise zur Adoption freigegeben wurden. Im Rahmen der Politik der Auflösung der Indianerstämme, die von 1953 bis 1968 die Indianerpolitik der Vereinigten Staaten beherrschte, stellte dies einen Teil der Assimilationsstrategie dar.
Das Projekt entstand durch eine Absprache zwischen dem Bureau of Indian Affairs, dem U.S. Children’s Bureau und der Child Welfare League, also zwischen den staatlichen Institutionen, die für Indianer und Kinder zuständig waren und der Wohlfahrtsliga für Kinder. Damit sollte Indianerkindern aus schwierigen Verhältnissen das Aufwachsen in einer materiell gesicherten, nicht-indianischen Umgebung gesichert werden. 
Direktor des Projekts war Arnold Lyslo. Davon betroffen waren 395 Kinder aus 16 westlichen Bundesstaaten der USA. Sie wurden von weißen Eltern in Illinois, Indiana, New York, Massachusetts, Missouri und anderen Staaten im mittleren Westen und im Osten der USA adoptiert. 14 Kinder kamen in den Süden, eines nach Puerto Rico. Die meisten Adoptionen vermittelten Louise Wise Services und Spence-Chapin Adoption Services aus New York und das Children’s Bureau of Delaware, insgesamt waren rund 50 Institutionen beteiligt. Das 1966 gegründete Adoption Resource Exchange of North America (ARENA) wurde zum unmittelbaren Nachfolgeprojekt, und es setzte die Politik des Indian Adoption Project bis Anfang der 70er Jahre fort.
David Fanshel führte 1960 bis 1968 eine Untersuchung über rund ein Viertel der Kinder durch. Er kam insgesamt zu einem positiven Ergebnis, doch sah er bereits einige der nachfolgenden Probleme voraus.
1978 wurde Evelyn Stevenson, deren Mutter zu den Salish, genauer zu den Binnen-Salish (Confederated Salish and Kootenai Tribes) gehörte, und die selbst gezwungen worden war, eine Boarding School zu besuchen, Mitverfasserin des Indian Child Welfare Act, mit dem man versuchte die Reste indianischer Kultur und Identität zu retten. Damit wurde den Bundesstaaten das Recht entzogen, durch Adoptionen in die Reservate einzugreifen. Viele Führer der Indianer betrachteten die Adoption als Entführung aus einer anderen Nation.
Der Auslöser einer Adoption war häufig die Beobachtung, dass Kinder in Verhältnissen lebten, die als ungeeignet betrachtet wurden. In vielen Fällen beschwerten sich lokale Missionare über die Lebensbedingungen von Kindern im Reservat bei den Behörden, die das Jugendamt einschalteten. Dabei kamen partiell kulturelle Vorurteile zum Tragen, die sich mit wohlmeinenden Grundsätzen verbanden. So genügte es etwa, wenn die Kinder überwiegend bei Tanten und Onkeln wohnten, was vielfach üblich war, oder unter beengten Verhältnissen, was angesichts der Armut der Reservatsbewohner der Normalzustand war, um den Eltern die Kinder zu entziehen.
Die Adoptiveltern handelten ganz überwiegend in gutem Glauben, denn allein schon dafür zu sorgen, dass die Kinder nicht unter Indianern aufwuchsen, galt als gutes Werk. Gab es jedoch Erziehungsprobleme, so wurden diese vielfach auf die indianische Abstammung, geradezu auf deren Erbgut zurückgeführt, so eine Untersuchung. Drogenkonsum und Selbstmordrate lagen bei den Kindern höher als in vergleichbaren Milieus, das Gefühl der Fremdheit und der Ablehnung hat viele von ihnen nie losgelassen.
Die First Nations Orphans Association versuchte die Kinder wieder in ihre ursprüngliche kulturelle Umgebung zu integrieren, oder die häufig auftretende Zerrissenheit zu verarbeiten. Doch wurden sie nicht ohne weiteres wieder aufgenommen, sondern wurden als apples (Äpfel) abgelehnt, weil sie außen „rot“ und innen „weiß“ seien.
2001 entschuldigte sich die Child Welfare League für das gesamte Vorhaben und seine nicht vorhergesehenen Folgen. Demnach wurden Kinder mit dem Programm ihrer Kultur und Sprache, ihren Stämmen und ihren Familien entrissen, was ihnen viel von ihrem Lebensglück raubte. Shay Bilchik, einer der Leiter meinte: „Ganz gleich, wie gut es gemeint und wie sehr es im allgemeinen Denken der Zeit lag, es war falsch; es war verletzend; und es spiegelte eine Art von Vorurteil, das Schamgefühle hervorruft.“